# ポッツオーロ・マルテザーナ
ポッツオーロ・マルテザーナ（伊: Pozzuolo Martesana）は、イタリア共和国ロンバルディア州ミラノ県にある、人口約8,500人の基礎自治体（コムーネ）。

## 地理

### 位置・広がり

#### 隣接コムーネ
隣接するコムーネは以下の通り。
- ベッリンツァーゴ・ロンバルド
- カッサーノ・ダッダ
- ゴルゴンゾーラ
- インザーゴ
- メルツォ
- トルッカッツァーノ

### 地震分類
イタリアの地震リスク階級 (it) では、3 に分類される
。

## 行政

### 分離集落
ポッツオーロ・マルテザーナには、以下の分離集落（フラツィオーネ）がある。
- Bisentrate, Trecella, Porro, Piola, San Giuseppe